# Monte Castelo (canção)
"Monte Castelo" é uma canção da banda brasileira Legião Urbana, lançada no álbum As Quatro Estações. Composta por Renato Russo, a canção traz citações do poeta português Luís de Camões em seu soneto 11, além de trechos do capítulo 13 da Primeira Carta de Paulo aos Coríntios.

## Composição
As primeiras versões da canção tinham bases de violão e de um teclado imitando o som de um acordeão, sobre as quais Renato tentava cantar. Ele teve dificuldade em encontrar uma linha melódica e acabou ocupando vários canais com sua voz, fazendo com que a peça adquirisse uma letra e uma base caóticas. O texto ficou tão medonho que o guitarrista Dado Villa-Lobos e sua esposa fugiram do estúdio ao vê-la manuscrita num papel.
A mixagem também foi difícil, uma vez que Renato nunca aprovava o trabalho do produtor Mayrton Bahia. A situação chegou a tal ponto que Renato uma hora desligou o som, fazendo com que Mayrton ameaçasse terminar o disco sem ele. Renato se calou e depois afirmou ter gostado do resultado final. Dado, por sua vez, chorou ao ouvir a versão final da canção.

## Covers
- 1999 - O cantor Jerry Adriani gravou a versão italiana da canção no disco Forza Sempre só com sucessos do Legião Urbana em italiano.
- 2009 - Neste ano, o cantor Jay Vaquer participou do especial Som Brasil, programa da TV Globo que homenageou Renato Russo, e interpretou os sucessos "Pais e Filhos", "Monte Castelo" e "Será".[2]
- 2012 - Padre Reginaldo Manzotti regravou a canção para o seu DVD Paz e Luz, que foi filmado ao vivo na Igreja da Candelária no Rio de Janeiro.